# ديفيد سوميل
ديفيد سوميل (10 أغسطس 1974

 في بوينت بيتري) (بالفرنسية: David Sommeil)‏ لاعب كرة قدم فرنسي معتزل كان يجيد اللعب في خط الدفاع .
لعب سوميل في أندية سانت لو (1992-1993) كاين (1993-1998) رين (1998-2000) بوردو (2000-2003) مانشستر سيتي (2003-2006) مرسيليا بالإعارة (2003-2004) شيفيلد يونايتد (2006-2007) فالينسيان (2007-2008) .
ساهم سوميل في تتويج نادي كاين ببطولة دوري الدرجة الثانية موسم 1995/1996 كما ساهم في تتويج نادي بوردو ببطولة كأس الدوري الفرنسي موسم 2001/2002 .
شارك سوميل مع منتخب فرنسا في 8 مباريات دولية مسجلا هدف واحد في الفترة من 1999 إلى 2000 ثم شارك مع منتخب جوادلوب في 23 مباراة مسجلا 3 أهداف في سنة 2008 .

## روابط خارجية
- ديفيد سوميل على موقع قاعدة بيانات كرة القدم.إي يو (الإنجليزية)
- ديفيد سوميل على موقع ليكيب (الفرنسية)
- ديفيد سوميل على موقع ناشيونال فوتبول تيمز (الإنجليزية)
- ديفيد سوميل على موقع Soccerbase.com (لاعب) (الإنجليزية)
- ديفيد سوميل على موقع Soccerway.com (الإنجليزية)
- ديفيد سوميل على موقع عالم كرة القدم.نت (الإنجليزية)
- ديفيد سوميل على موقع كووورة